# Helius inelegans
Helius inelegans är en tvåvingeart som först beskrevs av Alexander 1928.  Helius inelegans ingår i släktet Helius och familjen småharkrankar.
Artens utbredningsområde är Taiwan. Inga underarter finns listade i Catalogue of Life.